# کرومندایش
کرومندایش (به آلمانی: Krummendeich) یک شهر در آلمان است که در Nordkehdingen واقع شده‌است. کرومندایش ۴۸۵ نفر جمعیت دارد.